# Houdini (饒舌歌手)
迪馬吉奧·安東尼奧·詹金斯（英語：Dimarjio Antonio Jenkins，1998年7月23日—2020年5月26日），知名於其藝名Houdini，是一位來自加拿大安大略省多倫多的饒舌歌手和詞曲作家及自由式說唱音樂家，他以單曲〈Late Nights〉獲得音樂唱片銷售金牌的認證，此單曲還包含了饒舌歌手Burna Bandz的聲音。隨後詹金斯還發行了單曲〈Myself〉和〈Backseat〉。2020年5月26日，詹金斯在多倫多市中心遭槍殺，年僅21歲，同時一對母子也在現場受了傷，但他們後來在下午四點康復。

## 職業生涯

### 2016年–2017年：展開音樂生涯
詹金斯以他最主要的藝名Houdini於2016年開始了他的音樂生涯，並透過各種社交平臺釋出各種自由式說唱。2017年，他與饒舌歌手Tallup Twinz和Burna Bandz（本名Traequan Mahoney）合作單曲〈456〉，單曲在推出後獲得了好評。同年，詹金斯也與饒舌歌手Robin Banks在多倫多成立了唱片公司UpTop Movement Inc.，該唱片公司也招來了多位來自多倫多西北端的嘻哈唱片藝術家。

### 2018年：以單曲〈Late Nights〉成名
2018年，詹金斯推出了與Burna Bandz合作的單曲〈Late Nights〉，單曲在推出後獲得了音樂唱片銷售金牌的認證，該單曲的音樂影片也在發佈一個月內積累了數百萬的瀏覽量。同年的4月1日，他與Burna Bandz、Pressa、Robin Banks、SupaWassi、T-Dub、Pressa、Tallup Twinz、J Neat、Why G、Why-S、Pressa、Big Billz、Rome、21 Neat和FB共同發行了聯合混音帶專輯《Northside Jane》，並且收錄了詹金斯的成名單曲〈Late Nights〉和他早期與Tallup Twinz和Burna Bandz合作的〈456〉，也收錄了其他25首單曲，如〈DeRozen〉、〈Whats Wrong Wit Dem〉、〈@Supawassi〉、〈Want It All〉、〈Plastic〉、〈Gang〉、〈Hood Down〉、〈Wassa〉、〈Bando〉、〈Lonely〉、〈No Favours〉、〈Opp B*T%H〉、〈50 Clip〉、〈My Team〉、〈Neat Machine〉、〈North Korea〉、〈You Already Know〉、〈Toronto〉、〈Look at Me Now〉、〈Go Get It〉、〈Balance〉、〈Price〉、〈One of Mines〉、〈Balla〉和〈Wrap Shit〉等，但這些歌曲的音樂影片瀏覽量略低於1000萬。

### 2019年–2020年：最後的音樂生涯
2019年2月13日，詹金斯透過唱片公司建立音樂集團公司獨立發行他的首張混音帶《HOU I AM》，並邀請了NorthSideBenji（本名傑登·安東尼·華生）、Burna Bandz、Tallup Twinz、Pressa（本名奎頓·亞曼尼·加特拿）、J Neat、Tall Up Twinz和Wassa等人的客串，在此專輯中也發行了其他13首單曲，如〈Time〉、〈Poppin'〉、〈No Slime〉、〈Fast Life〉、〈Ratio〉、〈Backseat〉、〈Look〉、〈Couldn't Believe It〉、〈Back in the City〉、〈Myself〉、〈Me vs. Him〉、〈Not Fallin' in Love〉和〈Fallin' Off〉等，這張專輯在加拿大獨立音樂排行榜上最高排名第27位。後來詹金斯與華生共同作詞並演唱了他的單曲〈Levels〉，該單曲於2020年4月7日被加拿大音樂協會認證為金唱片。4月18日，詹金斯與病毒式烏克麗麗演奏家艾因納·班克茨一起共同釋出了他的單曲〈Myself〉的原聲版本。8月2日，詹金斯也一樣透過唱片公司建立音樂集團公司獨立發行他的第二張混音帶專輯《HOU WOULDA THOUGHT》，這次他並沒有特別邀請任何一位嘉賓來客串此專輯，同時他也與Burna Bandz和Bvlly一起釋出單曲〈FREAK〉、〈Kenzo〉、〈BELMONT BOYZ〉和〈AINT GON CAP〉等，在此專輯中也發行了其他12首單曲，如〈DANGEROUS〉、〈CHECK ME OUT〉、〈WOCKHARDT〉、〈PROOF〉、〈MOSHPIT〉、〈TRY ME〉、〈DIGITAL〉、〈SCALE〉、〈INTRO(HWT)〉、〈BIG CRIP〉、〈OPTIONS〉、〈AINT GON CAP〉、〈INFORMANT〉和〈TOP SELLER〉等，共發行了15首。2020年3月18日，詹金斯發行了他的首張迷你專輯《underGROUND》，在此專輯中也發行了其他5首單曲，如〈PART OF ME〉、〈BIG TIME〉、〈FLEEK〉、〈FANTASTIC〉和〈TRUE SAY〉等。4月，饒舌歌手6ix9ine（本名丹尼爾·赫爾南德斯）宣布與唱片公司加拿大華納音樂公司達成合資唱片協議，同時發行了與Killy和詹金斯合作單曲〈VV's〉。

### 2020年–2021年：逝世後的發行與獲獎
詹金斯生前與Pressa合作的單曲〈Mansion〉於2020年7月17日發佈，2021年正式發行，這也是詹金斯的第一首在他去世後發行的歌曲，據說將收錄於媒體平台6ixBuzz即將在6月11日發行的合輯專輯《Canada's Most Wanted》。1月8日，加特拿在Instagram發布了一張圖片，稱〈Mansion〉被加拿大音樂協會認證為金唱片，並被提名為朱諾獎年度月唱錄音獎。1月12日，詹金斯與Burna Bandz合作的單曲〈Late Nights〉被加拿大音樂協會追授為金唱片。2023年，專輯《Heart In Da Trap》透過唱片公司5050783 Records DK2發行，在此專輯中也發行了其他8首單曲，如〈Way im living (intro)〉、〈Addicted To It〉、〈No Love〉、〈Trap Bangin〉、〈To da code〉、〈Do or Die〉、〈In That Mode〉、〈Rackz〉等。20247月23日，也就是詹金斯26歲冥誕，因此他的遺產管理委員會透過Instagram宣布，他的首張錄音室專輯《HOU I'M MEANT TO BE》計劃於2024年8月24日發行，並且與媒體平台6ixBuzz合作。

## 逝世
2020年5月26日，詹金斯在多倫多市中心購物時，被一名身分不明的男子伏擊並朝著他開搶，當場身亡，同時在現場的一對母子也受了傷，但他們卻在多倫多娛樂區的Bisha酒店於下午四點康復，詹金斯則是被緊急送往醫院急救，最終仍然被宣告不治，年僅21歲。

### 案件調查
根據媒體報導，多倫多警方指出這次的槍擊事件事前經過的謹慎預謀，槍手在射殺詹金斯前40分鐘，就已經躲在車內埋伏，等到詹金斯出現後，並下車向他開槍，之後槍手迅速跳上汽車逃逸，並在現場發現槍手遺留的槍枝。有目擊者透露他們以為是聽到煙火的聲音，後來發現有人開槍，且至少開了6到10槍，之後就聽到了警報聲。隔天，警方釋出了槍擊事件的影片，並表示詹金斯是精心策劃的“幫派襲擊”目標。

### 葬禮和紀念及後來有關的槍擊事件
詹金斯的葬禮於6月8日在安大略省密西沙加舉行。槍擊事件傳出後，許多曾經跟他合作的嘻哈音樂人，包括饒舌歌手NorthSideBenji、Pressa、Killy、Pressa、泰瑞·藍茲和米克·米爾等人都在網路上留言哀悼。在葬禮舉行第二天之後，舉行了一場守夜活動，在守夜期間，位於比佛利山大道的Blaxx餐廳和潛水酒吧的後面發出了許多槍聲，一輛轎車停了下來，向聚集在外面的人群開槍。隨後饒舌歌手GD（本名Gaddiel O'Neil Ledinek）和Burna Bandz在現場進行開槍報復，隨後被指控犯槍擊罪。

## 音樂作品

### 專輯
- 《Northside Jane》（2018年4月1日）聯合混音帶專輯（合輯），透過唱片公司UpTop Movement Inc.。
- 《HOU I AM》（2019年2月13日）詹金斯的混音帶專輯，透過唱片公司建立音樂集團公司（英语：Create Music Group）發行。
- 《HOU WOULDA THOUGHT》（2019年8月2日）詹金斯的混音帶專輯，透過唱片公司建立音樂集團公司（英语：Create Music Group）發行。
- 《underGROUND》（2020年3月18日）詹金斯的迷你專輯。
- 《Heart In Da Trap》（2023年），透過唱片公司5050783 Records DK2發行。

### 歌曲
- 456（2017年）收錄於聯合混音帶專輯（合輯）《Northside Jane》。
- Late Nights（2018年）收錄於聯合混音帶專輯（合輯）《Northside Jane》。
- DeRozen（2018年）收錄於聯合混音帶專輯（合輯）《Northside Jane》。
- Whats Wrong Wit Dem（2018年）收錄於聯合混音帶專輯（合輯）《Northside Jane》。
- @Supawassi（2018年）收錄於聯合混音帶專輯（合輯）《Northside Jane》。
- Want It All（2018年）收錄於聯合混音帶專輯（合輯）《Northside Jane》。
- Plastic（2018年）收錄於聯合混音帶專輯（合輯）《Northside Jane》。
- Gang（2018年）收錄於聯合混音帶專輯（合輯）《Northside Jane》。
- Hood Down（2018年）收錄於聯合混音帶專輯（合輯）《Northside Jane》。
- Wassa（2018年）收錄於聯合混音帶專輯（合輯）《Northside Jane》。
- Bando（2018年）收錄於聯合混音帶專輯（合輯）《Northside Jane》。
- Lonely（2018年）收錄於聯合混音帶專輯（合輯）《Northside Jane》。
- No Favours（2018年）收錄於聯合混音帶專輯（合輯）《Northside Jane》。
- Opp B*T%H（2018年）收錄於聯合混音帶專輯（合輯）《Northside Jane》。
- 50 Clip（2018年）收錄於聯合混音帶專輯（合輯）《Northside Jane》。
- My Team（2018年）收錄於聯合混音帶專輯（合輯）《Northside Jane》。
- Neat Machine（2018年）收錄於聯合混音帶專輯（合輯）《Northside Jane》。
- North Korea（2018年）收錄於聯合混音帶專輯（合輯）《Northside Jane》。
- You Already Know（2018年）收錄於聯合混音帶專輯（合輯）《Northside Jane》。
- Toronto（2018年）收錄於聯合混音帶專輯（合輯）《Northside Jane》。
- Look at Me Now（2018年）收錄於聯合混音帶專輯（合輯）《Northside Jane》。
- Go Get It（2018年）收錄於聯合混音帶專輯（合輯）《Northside Jane》。
- Balance（2018年）收錄於聯合混音帶專輯（合輯）《Northside Jane》。
- Price（2018年）收錄於聯合混音帶專輯（合輯）《Northside Jane》。
- One of Mines（2018年）收錄於聯合混音帶專輯（合輯）《Northside Jane》。
- Balla（2018年）收錄於聯合混音帶專輯（合輯）《Northside Jane》。
- Wrap Shit（2018年）收錄於聯合混音帶專輯（合輯）《Northside Jane》。
- Time（2019年）收錄於詹金斯的混音帶專輯《HOU I AM》。
- Poppin'（2019年）收錄於詹金斯的混音帶專輯《HOU I AM》。
- No Slime（2019年）收錄於詹金斯的混音帶專輯《HOU I AM》。
- Fast Life（2019年）收錄於詹金斯的混音帶專輯《HOU I AM》。
- Ratio（2019年）收錄於詹金斯的混音帶專輯《HOU I AM》。
- Backseat（2019年）收錄於詹金斯的混音帶專輯《HOU I AM》。
- Look（2019年）收錄於詹金斯的混音帶專輯《HOU I AM》。
- Couldn't Believe It（2019年）收錄於詹金斯的混音帶專輯《HOU I AM》。
- Back in the City（2019年）收錄於詹金斯的混音帶專輯《HOU I AM》。
- Myself（2019年）收錄於詹金斯的混音帶專輯《HOU I AM》。
- Me vs. Him（2019年）收錄於詹金斯的混音帶專輯《HOU I AM》。
- Not Fallin' in Love（2019年）收錄於詹金斯的混音帶專輯《HOU I AM》。
- Fallin' Off（2019年）收錄於詹金斯的混音帶專輯《HOU I AM》。
- FREAK（2019年）收錄於詹金斯的混音帶專輯《HOU WOULDA THOUGHT》。
- Kenzo（2019年）收錄於詹金斯的混音帶專輯《HOU WOULDA THOUGHT》。
- BELMONT BOYZ（2019年）收錄於詹金斯的混音帶專輯《HOU WOULDA THOUGHT》。
- AINT GON CAP（2019年）收錄於詹金斯的混音帶專輯《HOU WOULDA THOUGHT》。
- DANGEROUS（2019年）收錄於詹金斯的混音帶專輯《HOU WOULDA THOUGHT》。
- CHECK ME OUT（2019年）收錄於詹金斯的混音帶專輯《HOU WOULDA THOUGHT》。
- WOCKHARDT（2019年）收錄於詹金斯的混音帶專輯《HOU WOULDA THOUGHT》。
- PROOF（2019年）收錄於詹金斯的混音帶專輯《HOU WOULDA THOUGHT》。
- MOSHPIT（2019年）收錄於詹金斯的混音帶專輯《HOU WOULDA THOUGHT》。
- TRY ME（2019年）收錄於詹金斯的混音帶專輯《HOU WOULDA THOUGHT》。
- DIGITAL（2019年）收錄於詹金斯的混音帶專輯《HOU WOULDA THOUGHT》。
- SCALE（2019年）收錄於詹金斯的混音帶專輯《HOU WOULDA THOUGHT》。
- INTRO(HWT)（2019年）收錄於詹金斯的混音帶專輯《HOU WOULDA THOUGHT》。
- BIG CRIP（2019年）收錄於詹金斯的混音帶專輯《HOU WOULDA THOUGHT》。
- OPTIONS（2019年）收錄於詹金斯的混音帶專輯《HOU WOULDA THOUGHT》。
- AINT GON CAP（2019年）收錄於詹金斯的混音帶專輯《HOU WOULDA THOUGHT》。
- INFORMANT（2019年）收錄於詹金斯的混音帶專輯《HOU WOULDA THOUGHT》。
- TOP SELLER（2019年）收錄於詹金斯的混音帶專輯《HOU WOULDA THOUGHT》。
- PART OF ME（2020年）收錄於詹金斯的迷你專輯《underGROUND》。
- BIG TIME（2020年）收錄於詹金斯的迷你專輯《underGROUND》。
- FLEEK（2020年）收錄於詹金斯的迷你專輯《underGROUND》。
- FANTASTIC（2020年）收錄於詹金斯的迷你專輯《underGROUND》。
- TRUE SAY（2020年）收錄於詹金斯的迷你專輯《underGROUND》。
- Way im living (intro)（2023年）收錄於詹金斯的迷你專輯《Heart In Da Trap》。
- Addicted To It（2023年）收錄於詹金斯的迷你專輯《Heart In Da Trap》。
- No Love（2023年）收錄於詹金斯的迷你專輯《Heart In Da Trap》。
- Trap Bangin（2023年）收錄於詹金斯的迷你專輯《Heart In Da Trap》。
- To da code（2023年）收錄於詹金斯的迷你專輯《Heart In Da Trap》。
- Do or Die（2023年）收錄於詹金斯的迷你專輯《Heart In Da Trap》。
- In That Mode（2023年）收錄於詹金斯的迷你專輯《Heart In Da Trap》。
- Rackz（2023年）收錄於詹金斯的迷你專輯《Heart In Da Trap》。

### 作詞和演唱
- Levels（英语：Levels (NorthSideBenji song)）（2019年）詹金斯和NorthSideBenji（英语：NorthSideBenji）作詞作曲，NorthSideBenji（英语：NorthSideBenji）的單曲，並由詹金斯演唱。
- Mansion（2021年）Kanobby和Avedon作詞作曲，Pressa（英语：Pressa (rapper)）的單曲，並由詹金斯演唱後面的一部分。

### 6ixBuzz的合輯
- 《6ixUpsideDown（英语：6ixUpsideDown）》（2018年，合作收錄的單曲為〈Up & Down〉，並與Pressa（英语：Pressa (rapper)）共同演出）
- 《北方聲音（英语：NorthernSound）》（2019年，合作收錄的單曲為〈Too Soft〉，並與NorthSideBenji（英语：NorthSideBenji）共同演出）
- 《Canada's Most Wanted》（2021年，合作收錄的單曲為〈Mansion〉，並與Pressa（英语：Pressa (rapper)）共同演出）